# François Combes
François Combes, född den 27 september 1816 i Albi, död den 7 februari 1890, var en fransk historiker.
Combes blev 1860 professor i historia i Bordeaux. Bland hans främsta arbeten märks Histoire générale de la diplomatie européenne (2 band, 1854-1856), Histoire des invasions germaniques en France (1873), L'entrevue de Bayonne de 1565 et la question de la Saint-Bathélemy (1882), samt Mme de Sévigné historien (1885).